# Laurieipterinae
Laurieipterinae ist eine Unterfamilie der Unterordnung Stylonurina aus der Ordnung der Seeskorpione (Eurypterida).

## Merkmale
Bei den Arten aus der Unterfamilie Laurieipterinae war das Metastoma breit und am hinteren Rand abgeflacht oder stumpf. Das Epistoma hatte einen rostralen Bereich. Die prosomalen Gliedmaßen II bis IV waren stachelig (Ctenopterus-Typ), V und VI jedoch hatten keine Stacheln (Pagea-Typ). Das Opisthosoma war undifferenziert.

## Fundorte
Vertreter der Familie Laurieipterinae wurden in Nordamerika (Bundesstaat New York) und Europa (Schottland) gefunden.

## Systematik
Die Familie wurde 1966 von Erik Norman Kjellesvig-Waering aufgestellt. Sie beinhaltet nach Lamsdell, Braddy & Tetlie 2010 folgende Gattungen:
- Ctenopterus
- Laurieipterus